# Xanthoparmelia maritima
Xanthoparmelia maritima är en lavart som först beskrevs av Elix, och fick sitt nu gällande namn av Elix. Xanthoparmelia maritima ingår i släktet Xanthoparmelia och familjen Parmeliaceae.   Inga underarter finns listade i Catalogue of Life.